# Evektor EV-55 Outback
Evektor EV-55 Outback je malý český dvoumotorový turbovrtulový víceúčelový dopravní letoun vyvíjený pod vedením kunovického leteckého výrobce Evektor. Vývoj letounu probíhá v rámci integrovaného projektu českého leteckého průmyslu za podpory Ministerstva průmyslu a obchodu ČR v programech Impuls a Tandem.
Ačkoliv vývoj vyšel na přibližně 3 miliardy korun i ze státních fondů, budoucnost letounu je k roku 2021 nejistá. Ev-55 Outback k tomuto datu nezískal žádnou certifikaci a nezačala ani sériová výroba.

## Historie

### Před vznikem prototypů

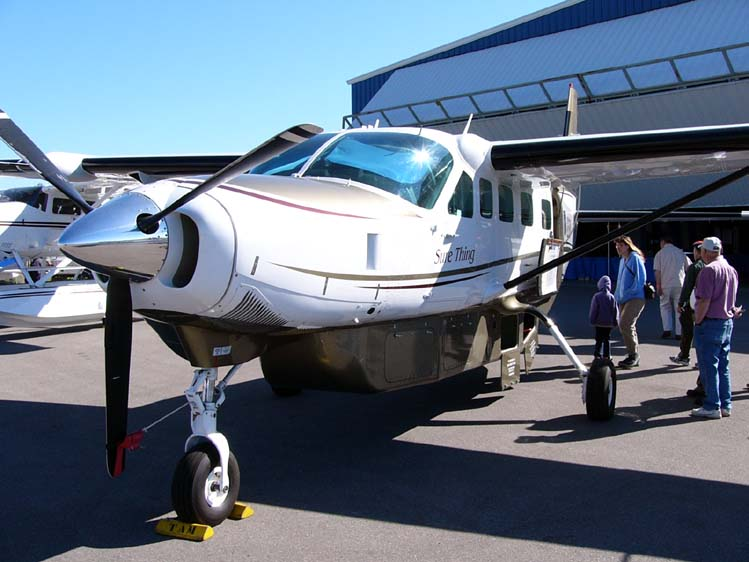
Cessna 208 Caravan — hlavní konkurent EV-55

Důvodem vzniku EV-55 je snaha o zachování finální výroby letounu vlastní konstrukce České republice v narůstající celosvětové konkurenci. Z toho důvodu má být strojem určeným pro zatím málo obsazené segmenty trhu. Práce na projektu tohoto letounu byly zahájeny v roce 2003. Kromě iniciátorů projektu, kunovického Evektoru, se o jeho spuštění zasadila také Asociace leteckých výrobců ČR, která má snahu zapojit v ní sdružené podniky do nového integrujícího leteckého projektu. S evektorem tak na vývoji EV-55 spolupracovalo dalších 19 firem. Ty se podílejí na vývoji ať samotného letounu, nebo jeho komponentů a většina z nich se má posléze stát také dodavateli pro sériovou výrobu. Svůj záměr pak asociace deklarovala jako strategický cíl českého leteckého průmyslu — být jedním z lídrů mezi výrobci letadel určených pro regionální leteckou dopravu.
Nejdříve proto byla vypracována marketingová studie společnosti Evektor za spolupráce firmy Czech Aerospace, jež ukázala perspektivní prostor na trhu v kategorii malých regionálních letadel s přepravní kapacitou kolem devíti cestujících. V celosvětovém měřítku je v této kategorií provozováno téměř 5000 letadel reprezentovaných zejména typy Britten-Norman Islander, Cessna 402, Cessna 404, Piper PA-31 Navajo a Piper Chieftain. Jejich průměrné stáří se pohybuje kolem 40 let, a tak je nasnadě, že do budoucna nebudou schopna splnit zvyšující se nároky na hospodárnost provozu, poskytovaný komfort a zejména zpřísňující se ekologické normy, zvláště pokud jde o hlukovou zátěž a emisní limity.
Na druhé straně existuje ale minimum nových typů, jež by ty stávající mohly nahradit. Jedná se zejména o jednomotorové stroje Pacific Aerospace P-750 XSTOL, Quest Kodiak a hlavně Cessna 208 Caravan. A právě parametry posledně jmenovaného se staly základem pro definováni požadavků na nový letoun z Kunovic. Mělo se jednat o nepřetlakovaný dvoumotorový turbovrtulový stroj certifikovaný v kategorii Normal, určený k přepravě devíti až čtrnácti osob na menší vzdálenosti kolem 700 km, u něhož se předpokládá provoz i na kratších méně kvalitních nezpevněných vzletových a přistávacích drahách, ostrovech, horách atd. Samozřejmostí se měla stát rychlá konvertibilita interiéru z cestovní na nákladní verzi a naopak, nízké provozní náklady na letovou hodinu i na pozemní údržbu.

### Prototypy
V závěru roku 2009 proběhly první motorové zkoušky prvního prototypu. Prototyp byl veřejnosti poprvé představen 30. března 2010. Jeho první vzlet by se uskutečnil 26. června 2011. Výrobce původně předpokládal, že první zákazník stroj převezme v roce 2014. Předpokládaná cena by se měla pohybovat kolem dvou milionů dolarů, v přepočtu asi 38 milionů korun. Proces certifikace letounu u Evropské agentury pro bezpečnost v letectví (EASA) byl zahájen v listopadu 2014. Vzhledem k nákladnosti získání certifikace a zahájení výroby firma hledala vhodného investora.
Od léta 2010 Evektor vedl rozhovory s ruskou stranou o vybudování společného podniku v Uljanovské oblasti pro výrobu tohoto letounu pro ruský trh. V roce 2014 společnost Evektor podepsala dohodu o strategické spolupráci a kapitálovém vstupu s malajsijskou firmou Aspirasi Pertiwi SDN BHD. Malajsijská investice měla mimo jiné umožnit dokončení vývoje a zahájení sériové výroby typu EV-55.

### Přerušení vývoje
Po deseti letech od prvního letu prototypu nemá letadlo evropskou ani americkou certifikaci a podle veřejných zdrojů ji ani nezíská. Výsledkem desetiletého vývoje jsou dva prototypy Evektor EV-55 Outback, které stály asi tři miliardy korun a zcela jistě tak patří k nejdražším letadlům na světě ve své třídě. Další už se nevyrábějí a údajných 200 objednávek zmizelo.
Podle webu Hlídač státu celý holding Evektor, který se skládá z pěti firem, za dobu své existence obdržel 81 dotací v celkové hodnotě 700 milionů korun. Podle jiného způsobu výpočtu to však bylo 114 dotací v hodnotě miliardy a 700 tisíc korun. Ministerstvo průmyslu po firmě údajně vymáhá pouhých 60 milionů.

## Konstrukce

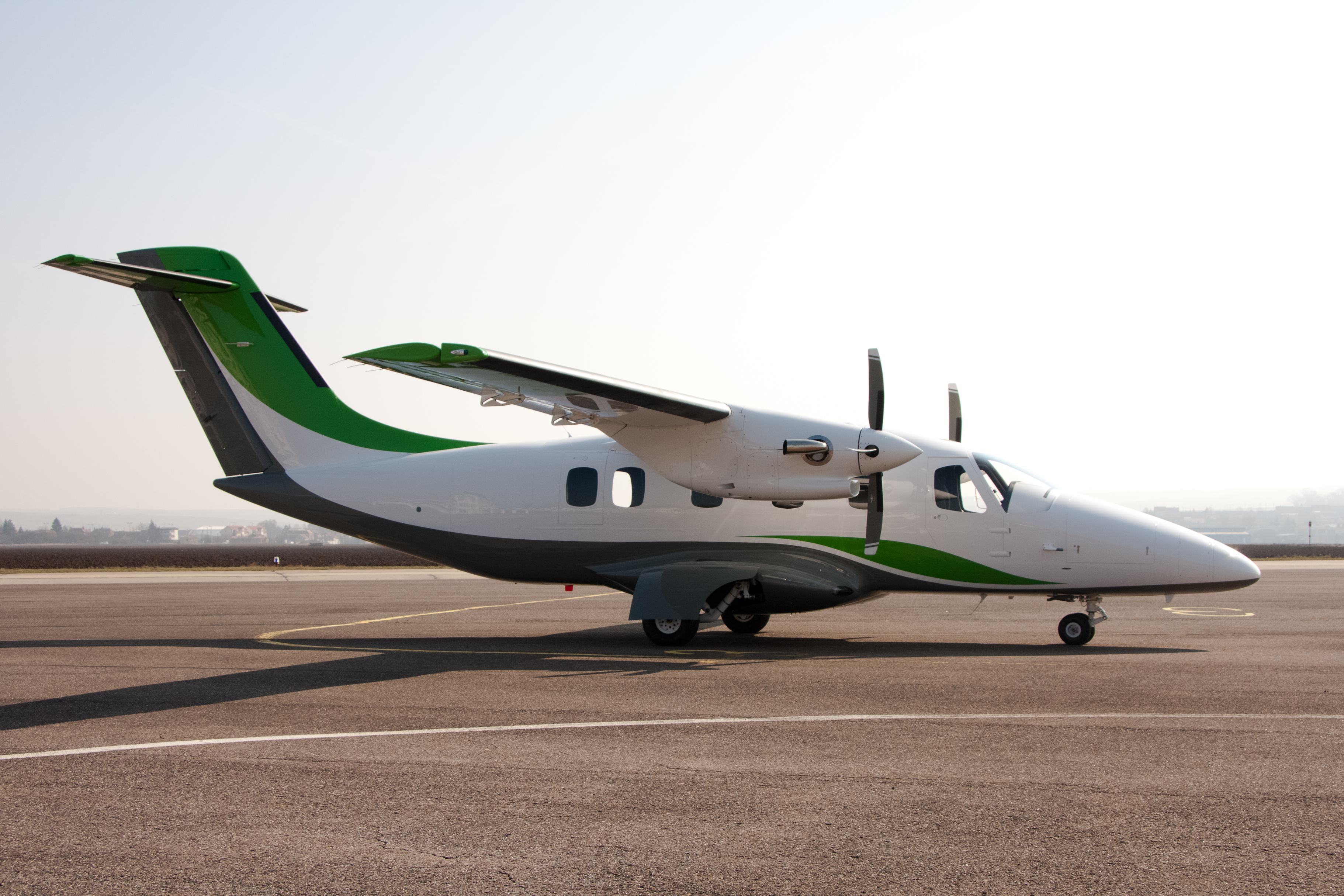
EV-55

Hlavním požadavkem bylo navrhnout celokovový turbovrtulový stroj osvědčené konstrukce, umožňující rychlou změnu uspořádání interiéru kabin, vhodný pro provoz z nezpevněných drah, certifikovaný podle evropských předpisů EASA CS-23 a amerických FAR-23 pro kategorii Normal. Důležitým kritériem bylo dosaženi nízkých provozních nákladů a nároků na vybavení při pozemní údržbě a také pořizovací cena srovnatelná s konkurenčními typy. Tým vedený šéfkonstruktérem Ing. Petrem Štěrbou proto připravil projekt prostorného víceúčelového letadla hornoplošného uspořádání s ocasními plochami do T, jehož finální konfigurace byla schválena v roce 2005.
Konstrukce je tradičně celokovová s využitím kompozitních materiálů pro některé pomocné díly, jejichž podíl na celkové hmotnosti draku letounu dosahuje 15 %. Jedná se například o dveře, nosovou část trupu, kryty, podvozkové a motorové gondoly, koncové oblouky, interiér. Předností EV-55 proti soupeřícím typům na světovém trhu se má stát vnitřní prostor kabiny, který dosahuje bezkonkurenční kapacity 12,67 m3, z čehož 9,47 m3 připadá na samotnou kabinu pro cestující. První nákladový prostor o objemu 0,5 m3 je umístěn v přídi před kokpitem, druhý o objemu 2,7 m3 je umístěn za kabinou cestujících na zádi. S úpravou interiéru se do letadla vejde až 14 pasažérů, unese max. platící zatížení L-410, prostor 4,48 × 1,61 × 1,37 m dovoluje přepravit až 1400 kg na vzdálenost 730 km. Pohodlná manipulace s nákladem při nakládaní a vykládáni přes dveře 1,25 m širokými a 1,37 m vysokými výklopnými dělenými dveřmi, umístěnými v levé zadní části kabiny. Její horní levá část zároveň slouží jako nouzový východ v případě havárie, naopak dolní část jako nástupní schůdky. Interiér kabiny lze do 30 minut změnit na celonákladovou verzi, s možností uspořádání kabiny s přepravou pasažérů i nákladu. Chybět nemá například toaleta, bar, stolky či komunikační a multimediální systém.
Pilotní prostor je přístupný dvojicí samostatných dveří po jeho stranách. První prototyp je osazen základním klasickým přístrojovým vybavením, umístěným zejména na palubní desce, kde je prostor také na systémové ovládací panely. Od toho konceptu si konstruktéři slibují menší pracovní zatížení, kdy nebude nutné ve zvýšené míře přenášet zrak na stropní panel, kde budou umístěny pouze prvky ovládaní topení a větrání. V budoucnu se má stát samozřejmostí instalace nejnovější integrované avioniky s velkoplošnými barevnými víceúčelovými displeji s minimalizovaným množstvím výrobců. V současné době je vybírán dodavatel. Po její zástavbě bude EV-55 splňovat předpisy pro létání podle přístrojů za dne i v noci také v jednopilotním uspořádání. V přídi je navíc počítáno s instalací povětrnostního radiolokátoru, jehož montáž bude na přání zákazníka.
Řízení je klasické, mechanické. Podvozek je zatahovací, příďového typu, u něhož se hlavní podvozková kola zasunují do aerodynamických tvarovaných gondol umístěných na bocích trupu. Umožňuje bezpečné přistání letounu o hmotnosti 4600 kg, tedy s hodnotou kterou má stanovenou jako maximální vzletovou. Typickým znakem Outbacku jsou rozměrné řídicí plochy. Velká kýlová plocha se směrovkou a z toho vyplývající nízkou minimální rychlost řiditelnosti, která má rozhodující vliv na délku vzletu a přistání. Klasicky nebo na přání centrálně tlakově palivo o celkové maximální hmotnosti 1656 kg.
Pohonnou jednotkou jsou motory Pratt & Whitney Canada PT6A-21, roztáčející vrtule Avia AV 844 s průměrem 2080 mm.

## Specifikace (EV-55)

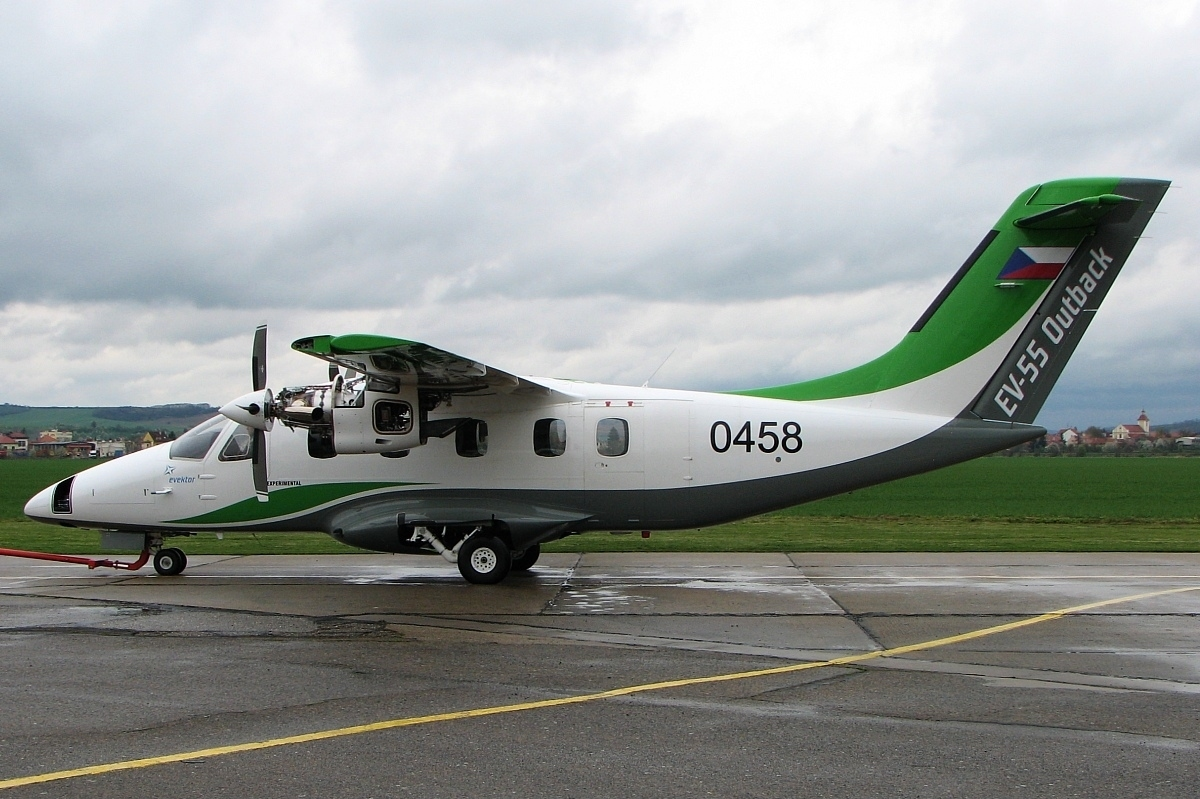
Evektor EV-55M Outback

### Technické údaje
- Posádka: 2
- Pasažéři: 9 [9] (kategorie Normal), až 14 ve verzi speciál
- Rozpětí: 16,10 m
- Délka: 14,35 m
- Výška: 4,66 m
- Hmotnost prázdného stroje: 2597 kg
- Max. platící zatížení:  1824 kg
- Max. hmotnost paliva:  1656 kg
- Max. vzletová hmotnost: 4600 kg
- Motor: 2 × turbovrtulový motor Pratt & Whitney PT-6A-21, 580 ESHP

### Výkony
- Max. horizontální rychlost při FL100: 408 km/h TAS
- Dostup: 8800 m
- Dolet: 2620 km